# Relações entre África do Sul e Japão
As relações entre África do Sul e Japão se referem ao relacionamento bilateral atual e histórico entre o Japão e a África do Sul.

## História
Os primórdios das relações comerciais entre o Japão e a futura África do Sul datam de 1643, quando Jan van Riebeeck chegou a Dejima, no porto de Nagasaki. Reebeck acompanhou Jan van Elseracq, representante da Companhia Holandesa das Índias Ocidentais no Japão. Sete anos depois, em 1650, Riebeck propôs vender couros de animais selvagens da África do Sul para o Japão.

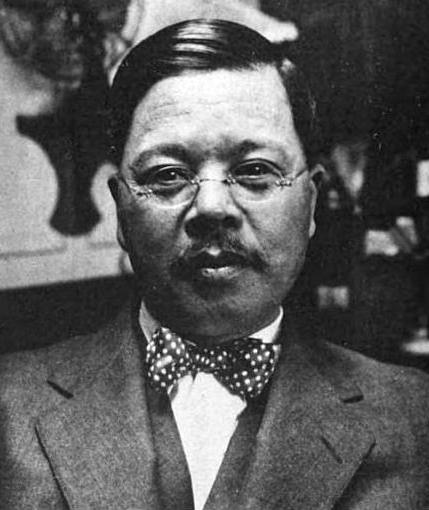
Furuya Komahei

Em 1898, Furuya Komahei foi o primeiro empresário japonês a abrir uma loja na África do Sul. A loja da Cidade do Cabo chamava-se Mikado Shōten (Loja do Imperador). Permaneceu aberto até 1942, quando foi fechado e confiscado pelo governo.
Em 1904, as pequenas empresas de Iwasaki Kanzō em Durban receberam assistência pelo Ministério da Agricultura e Comércio do Japão.
O Japão abriu um consulado na Cidade do Cabo em 1918.
O Japão começou a negociar ativamente com a África do Sul por recursos naturais desde a década de 1960, apesar das sanções internacionais em resposta ao apartheid da África do Sul. Como resultado, os japoneses na África do Sul receberam o status de brancos honorários, devido à denúncia dos políticos do partido de oposição sul-africano e à imprensa que questionaram por que os japoneses receberam privilégios especiais. Além disso, o apoio do Japão e a postura passiva em relação ao domínio da minoria branca compraram críticas de nações da África Negra. Em 1983, o embaixador da Tanzânia no Japão, Ahmed Hassan Diria, destacou que os lucros gerados pelos turistas japoneses que visitavam a África do Sul ajudavam a fortalecer o apartheid.
Desde 1994, uma maior cooperação entre o Japão e a África do Sul tem sido limitada por conflitos burocráticos e institucionais internos nos dois países.